# Karangjoho (Pengadegan)
Karangjoho is een bestuurslaag in het regentschap Purbalingga van de provincie Midden-Java, Indonesië. Karangjoho telt 1744 inwoners (volkstelling 2010).